# Hubert Coppenrath

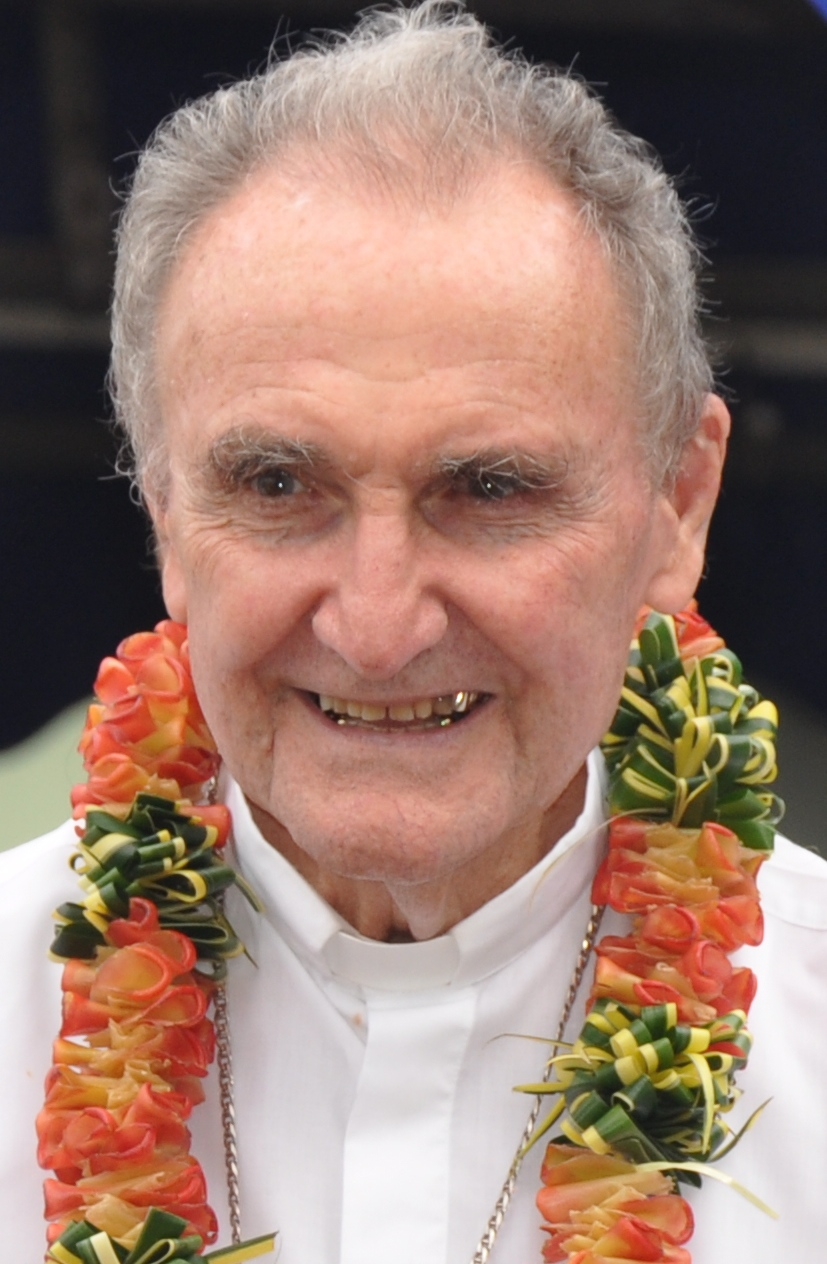
Hubert Coppenrath, 2014

Hubert Coppenrath (* 18. Oktober 1930 in Papeete, Tahiti, Französisch-Polynesien; † 31. Juli 2022 ebenda) war ein römisch-katholischer Geistlicher und emeritierter Erzbischof von Papeete, Französisch-Polynesien.

## Familie
Hubert Coppenraths Vorfahren stammten aus der in Münster beheimateten Familie des Joseph Heinrich Coppenrath, Gründer des Coppenrath Verlages. Sein Großvater Caspar Coppenrath (* 10. Mai 1849 in Münster; † 1906 ebenda während einer Heimreise) hatte sich als Kaufmann auf Tahiti niedergelassen und war dort mit der Engländerin Esther Bambridge verheiratet. Dieser Ehe entstammten zwölf Kinder, die auf Tahiti eine weitverzweigte Nachkommenschaft hinterließen. Sein Vater war Clement Coppenrath (1888–1957), er war mit Martha Servant verheiratet.  Hubert Coppenrath ist der jüngere Bruder seines unmittelbaren Amtsvorgängers Erzbischof Michel-Gaspard Coppenrath. Sein älterer Bruder Gérald Coppenrath (1922–2008) war von 1958 bis 1962 französischer Senator für Tahiti.

## Leben
Hubert Coppenrath besuchte das Priesterseminar Saint-Sulpice im französischen Issy-les-Moulineaux und studierte Theologie am Institut Catholique de Paris. Er empfing die Priesterweihe am 27. Juni 1957 auf Tahiti und war von 1959 bis 1967 Vikar in der Kathedrale von Papeete sowie Seelsorger in Arue. Von 1961 bis 1971 war er Leiter der katholischen Ausbildung auf Tahiti und von 1967 bis 1997 Pfarrer der Kathedrale von Papeete. Zudem übernahm er von 1977 bis 1997 die Leitung der Diakonausbildung und war von 1989 bis 1997 Mitglied der Curé des îles de l'Est. 1993 wurde er zum Generalvikar bestellt. 
Am 21. November 1997 wurde Hubert Coppenrath von Papst Johannes Paul II. dem amtierenden Erzbischof von Papeete, seinem leiblichen Bruder Michel-Gaspard Coppenrath, als Koadjutorerzbischof an die Seite gestellt. Die Bischofsweihe spendete ihm sein Bruder am 21. Februar 1998. Mitkonsekratoren waren der Erzbischof von Nouméa, Michel-Marie Calvet SM, und der Bischof von Taiohae o Tefenuaenata, Guy Chevalier SSCC. Mit dem altersbedingten Rücktritt seines Bruders am 4. Juni 1999 folgte er diesem als Erzbischof von Papeete nach.
Am 31. März 2011 nahm Papst Benedikt XVI. das von Hubert Coppenrath aus Altersgründen vorgebrachte Rücktrittsgesuch vom Amt des Erzbischofs von Papeete an. Coppenrath war bis dahin Mitglied der Französischen Bischofskonferenz.